# 新郷古墳群
新郷古墳群（しんごうこふんぐん）は、埼玉県羽生市新郷にある古墳群である。
愛宕塚古墳、前浅間塚古墳、横塚古墳、鐘山古墳、三墓山古墳、下新郷横塚古墳、下新郷1号墳が知られている。
- 愛宕塚古墳
  - 墳丘は大きく変形しているが、直径15メートル、高さ2.5メートルの円墳と推定される。墳頂に愛宕神社が建立されている。
  - かつてこの古墳から大刀、鎧が出土したとの伝承がある

- 前浅間塚古墳
  - 直径20メートル、高さ3メートルの円墳。墳頂に浅間神社が建立されている。主体部および遺物は不明。

- 横塚古墳
  - 前浅間塚の西約150メートルに所在していた。昭和33年耕地整理のため破壊されたが、その際に円筒埴輪とゆぎ形形象埴輪が出土した。

- 鐘塚古墳
  - 周辺の宅地化のため大きく変形している。主体部および遺物は不明。

- 三墓山古墳
  - 消失。

- 下新郷1号墳
  - 昭和33年（1958年）に行われた耕地整理の際に発見された。埴輪が出土している。